# Déo Bassinga
Déo Gracias Bassinga (11 agosto 2005) è un calciatore congolese (Repubblica del Congo), attaccante del Dila Gori e della nazionale congolese.

## Carriera

### Nazionale
Partecipa con la selezione giovanile alla Coppa delle nazioni africane Under-20 2023 segnando 4 reti durante la competizione, di cui tre nel quarto di finale contro la Tunisia.
Debutta con la nazionale maggiore il 16 gennaio 2023, nella partita persa 1-0 contro il Camerun valida per il Campionato delle Nazioni Africane 2022.

## Statistiche

### Cronologia presenze e reti in nazionale
Aggiornato al 4 maggio 2023
| Cronologia completa delle presenze e delle reti in nazionale ― Rep. del Congo | Cronologia completa delle presenze e delle reti in nazionale ― Rep. del Congo | Cronologia completa delle presenze e delle reti in nazionale ― Rep. del Congo | Cronologia completa delle presenze e delle reti in nazionale ― Rep. del Congo | Cronologia completa delle presenze e delle reti in nazionale ― Rep. del Congo | Cronologia completa delle presenze e delle reti in nazionale ― Rep. del Congo | Cronologia completa delle presenze e delle reti in nazionale ― Rep. del Congo | Cronologia completa delle presenze e delle reti in nazionale ― Rep. del Congo |
| Data                                                                          | Città                                                                         | In casa                                                                       | Risultato                                                                     | Ospiti                                                                        | Competizione                                                                  | Reti                                                                          | Note                                                                          |
| ----------------------------------------------------------------------------- | ----------------------------------------------------------------------------- | ----------------------------------------------------------------------------- | ----------------------------------------------------------------------------- | ----------------------------------------------------------------------------- | ----------------------------------------------------------------------------- | ----------------------------------------------------------------------------- | ----------------------------------------------------------------------------- |
| 16-1-2023                                                                     | Oran                                                                          | Camerun                                                                       | 1 – 0                                                                         | Rep. del Congo                                                                | Campionato delle Nazioni Africane 2022                                        | -                                                                             | 81’                                                                           |
| 20-1-2023                                                                     | Oran                                                                          | Niger                                                                         | 0 – 0                                                                         | Rep. del Congo                                                                | Campionato delle Nazioni Africane 2022                                        | -                                                                             |                                                                               |
| 23-3-2023                                                                     | Brazzaville                                                                   | Rep. del Congo                                                                | 1 – 2                                                                         | Sudan del Sud                                                                 | Qual. Coppa d'Africa 2023                                                     | -                                                                             | 61’                                                                           |
| 27-3-2023                                                                     | Dar es Salaam                                                                 | Sudan del Sud                                                                 | 0 – 1                                                                         | Rep. del Congo                                                                | Qual. Coppa d'Africa 2023                                                     | -                                                                             | 76’                                                                           |
| Totale                                                                        |                                                                               | Presenze                                                                      | 4                                                                             |                                                                               | Reti                                                                          | 0                                                                             |                                                                               |